# ميكال جوركي
ميكال جوركي (بالبولندية: Michał Jurecki) مواليد 27 أكتوبر 1984 في بولندا، هو لاعب كرة يد بولندي يلعب كظهير أيسر. يلعب حاليا مع فيف تارغي كيلسي ويحمل الرقم 5. مثل منتخب بولندا لكرة اليد. شارك في دورة الألعاب الأولمبية الصيفية سنة 2008. حقق المركز الثاني في بطولة العالم لكرة اليد للرجال 2007.

## سجل المنافسة
شارك في البطولات التالية:
- بطولة العالم لكرة اليد للرجال 2015
- بطولة أوروبا لكرة اليد للرجال 2012
- بطولة أوروبا لكرة اليد للرجال 2014
- بطولة أوروبا لكرة اليد للرجال 2016
- الألعاب الأولمبية الصيفية 2016

## الميداليات
| الميدالية | المسابقة                           |
| --------- | ---------------------------------- |
| فضية      | بطولة العالم لكرة اليد للرجال 2007 |
| برونزية   | بطولة العالم لكرة اليد للرجال 2009 |
| برونزية   | بطولة العالم لكرة اليد للرجال 2015 |

## روابط خارجية
- ميكال جوركي على موقع الاتحاد الأوروبي لكرة اليد (الإنجليزية)
- ميكال جوركي على موقع أوليمبيديا (الإنجليزية)
- ميكال جوركي على موقع اللجنة الأولمبية البولندية (مؤرشف) (البولندية)